# Tigrane IV
Pour les articles homonymes, voir Tigrane.
Tigrane IV (en arménien Տիգրան Դ) est un roi d'Arménie de la dynastie artaxiade. Fils et successeur de Tigrane III, il règne conjointement avec sa sœur-épouse Érato de 6 av. J.-C. (ou 12 av. J.-C.) à 1 ap. J.-C. (ou 1 av. J.-C.), sans l'assentiment d'Auguste, ce que Rome considère comme un acte de rébellion ; les deux souverains sont même selon certains ouvertement pro-parthes. Auguste tire alors profit de la division de la cour arménienne entre pro-parthes et pro-romains pour imposer le candidat de ces derniers, Artavazde III, un frère de Tigrane III, donc l'oncle de Tigrane IV et d'Érato.
Face à la rébellion alimentée par le roi parthe Phraatès IV, Artavazde semble ne pas avoir réussi à se maintenir très longtemps sur le trône, et Tigrane et Érato sont restaurés. L'autorité première semble avoir appartenu à Tigrane : sur les pièces frappées à leur effigie, alors que Tigrane est coiffé de la tiare traditionnelle, Érato ne porte ni diadème ni le titre de reine. De même, à la mort d'Artavazde, c'est Tigrane qui écrit à Auguste et sollicite la couronne arménienne ; Auguste l'invite alors à se rendre en Syrie, auprès de son petit-fils Caius César, mais on ignore la réponse de Tigrane.
La fin de son règne est en effet mal connue. Lorsque Auguste envoie Caius régler les affaires d'Arménie en 1 ap. J.-C. (ou 1 av. J.-C.), Tigrane est déjà mort, ayant été tué au cours d'une expédition contre les barbares, et Érato a abdiqué.
Caius rencontre néanmoins Phraatès V sur l'Euphrate, et Parthes et Romains se mettent d'accord : l'Arménie revient sous l'autorité de Rome, qui lui donne pour nouveau roi Ariobarzane II d'Atropatène.